# Romanichthys valsanicola
 Romanichthys valsanicola és una espècie de peix de la família dels pèrcids i l'única del gènere Romanichthys.

## Morfologia
- Els mascles poden assolir els 11 cm de longitud total.
- Dues aletes dorsals clarament separades entre si: la primera amb 8-9 espines.
- Aleta anal amb 7½ radis ramificats.
- Línia lateral amb 58-68 escates.
- Boca en posició inferior i amb forma de ferradura.
- Sense bufeta natatòria.[2][3]

## Reproducció
Té lloc, probablement, durant la segona quinzena de maig quan la femella pon entre 120 i 150 ous sota les pedres.

## Alimentació
Menja larves d'insectes, principalment efemeròpters i plecòpters.

## Hàbitat
És un peix bentopelàgic, territorial, no migratori, d'aigua dolça i de clima temperat (10 °C-20 °C; 49°N-43°N), el qual habita rierols de muntanya de corrent ràpid i d'aigües fredes i clares.

## Distribució geogràfica
Es troba a la conca del riu Danubi a Romania.

## Costums
Normalment, viu amagat a sota de les pedres i només és actiu durant la nit.

## Estat de conservació
Està en perill crític d'extinció a causa de la desforestació, la construcció de carreteres, l'extracció de pedres i la construcció de preses. En l'actualitat, aquesta espècie es troba només aigües avall d'una presa, la qual allibera la suficient aigua com per a permetre la seua supervivència.

## Observacions
És inofensiu per als humans.